# VOICES – Landesjugendchor Vorarlberg
Der Landesjugendchor VOICES ist der Landesjugendchor des österreichischen Bundeslandes Vorarlberg.

## Geschichte
VOICES wurde im Jahr 2003 vom Chorverband Vorarlberg gegründet, um Jugendlichen im Alter von 16 bis 28 Jahren die Möglichkeit zu geben, auf möglichst gehobenem Niveau singen zu können. Durch diese Initiative wurde für begabte Jugendliche ein neues musikalisches Fortbildungsangebot geschaffen. Der Projektchor erarbeitet in mehreren Arbeitsphasen anspruchsvolle Chorliteratur und präsentiert sich anschließend der Öffentlichkeit. Betreut und geleitet wird VOICES von dem Vorarlberger Chorleiter Oskar Egle.
Am 26. Oktober 2004 verlieh der Vorarlberger Landeshauptmann Herbert Sausgruber VOICES den Jugend-Bravo des Landes Vorarlberg.
Im Mai 2005 hatte der Chor ein erstes eigenes Konzert „voices4you“  mit Aufzeichnung durch den ORF Vorarlberg. Im Oktober folgte ein Gemeinschaftskonzert der Österreichischen Landesjugendchöre beim Chorleiterkongress in Linz und im Dezember ein Auftritt beim  Gemeinschaftskonzert anlässlich der Alpenländischen Chorweihnacht 2005 in Kaltern, Südtirol mit Aufzeichnung durch: RAI.
Im April 2006 folgte ein Gemeinschaftskonzert mit Oskar Egles Chören anlässlich seines 25-jährigen Chorleiterjubiläums und die Aufführung von Andrew Lloyd Webbers Requiem. Als Solisten wurden der deutsche Tenor Jörg Brückner sowie die Südtiroler Sopranistin Klara Sattler engagiert. im November war ein Konzert „Joyful Voices“ mit der Combo des Vorarlberger Jazz Orchesters, in Dornbirn. 2007 nahm der Chor am Jugendchorfestival in Lignano Sabbiadoro, Italien und bei der  Eröffnung des Bundesjugendsingen 2007 in Bregenz teil. Im Oktober trat er bei der österreichischen Erstaufführung der MISA Tango von Luis Bacalov in Graz zusammen mit Cantanima und dem Kammerchor des Auersperggymnasiums Passau auf. Im November ging dann die Tour weiter nach Passau (Deutschland) und in das Heimatland Vorarlberg nach Schwarzenberg. Zudem wird VOICES mehrere Male im Jahr zur musikalischen Untermalung von Veranstaltungen der Vorarlberger Landesregierung engagiert. 2008 präsentierte sich der Chor als einer der ersten österreichischen Chöre der Gegenwart in der Aufstellung mit dem Chor vor dem Orchester.

## Repertoire
VOICES beschäftigt sich mit einer Chorliteratur quer durch alle Stile, Länder und Zeiten – von traditionellen Heimat- und Weihnachtsliedern, über Pop-Songs, afrikanische Volkslieder, Gospels und Spirituals bis zu zeitgenössischen Stücken und Sprechchören. Weltliche und geistliche Projekte halten sich dabei ziemlich die Waage. Anspruchsvollstes Werk war bisher sicherlich das Requiem von Andrew Lloyd Webber.